# Molí de Bancells
Molí de Bancells és una obra de Guixers (Solsonès) inclosa a l'Inventari del Patrimoni Arquitectònic de Catalunya.

## Descripció
Molí en bon estat de conservació situat en un terreny amb pendent i al què es pot accedir a través d'un pont de pedra que creua el riu. Es tracta d'una construcció realitzada amb carreus irregulars, de planta baixa i pis amb coberta a dues aigües, de teules. La façana principal presenta tres obertures a la planta baixa (de pedra), i llistons verticals de fusta al primer pis. Pel que fa a les obertures de la planta baixa, aquestes són dues finestres quadrangulars a banda i banda i una porta d'accés al centre, també quadrangular. En un dels laterals de la casa, el que dona al riu, encara es conserva una boca construïda en pedra, amb un arc en forma quadrangular i adovellat, que permetia l'accés de la canal d'aigua a l'interior del molí.
Hi ha una roda de molí de pedra encastada en una terrassa de rajola situada davant del riu.